# Sibirischer Blindmull
Der Sibirische Blindmull (Myospalax myospalax) gehört zur Unterfamilie der Blindmulle und ist eine vornehmlich unterirdisch lebende Nagetier-Art in Zentralasien.

## Merkmale
Myospalax myospalax erreicht eine Kopf-Rumpf-Länge von bis zu 26 Zentimetern. Der Schwanz ist mit einer Länge von bis zu 6,5 Zentimeter relativ kurz. Adulte Männchen erreichen eine Körpermasse von 225–720 Gramm. Die Weibchen sind mit 200–540 Gramm im Durchschnitt etwas leichter. Das Fell ist am Rücken rötlich-braun, am Bauch und den Flanken etwas heller.
Wie andere Blindmulle ist der Sibirische Blindmull an eine grabende Lebensweise angepasst. Die Körperform ist annähernd zylindrisch. Die Vordergliedmaßen sind kurz, aber kräftig und mit langen halbmondförmigen Krallen zum Graben versehen. Augen und Ohrmuscheln sind zurückgebildet und weitgehend im Fell verborgen.
Der Sibirische Blindmull unterscheidet sich von anderen Vertretern der Gattung Myospalax insbesondere durch die Form der wurzellosen Backenzähne und die Anzahl der Chromosomen (2n = 44).

## Verbreitung

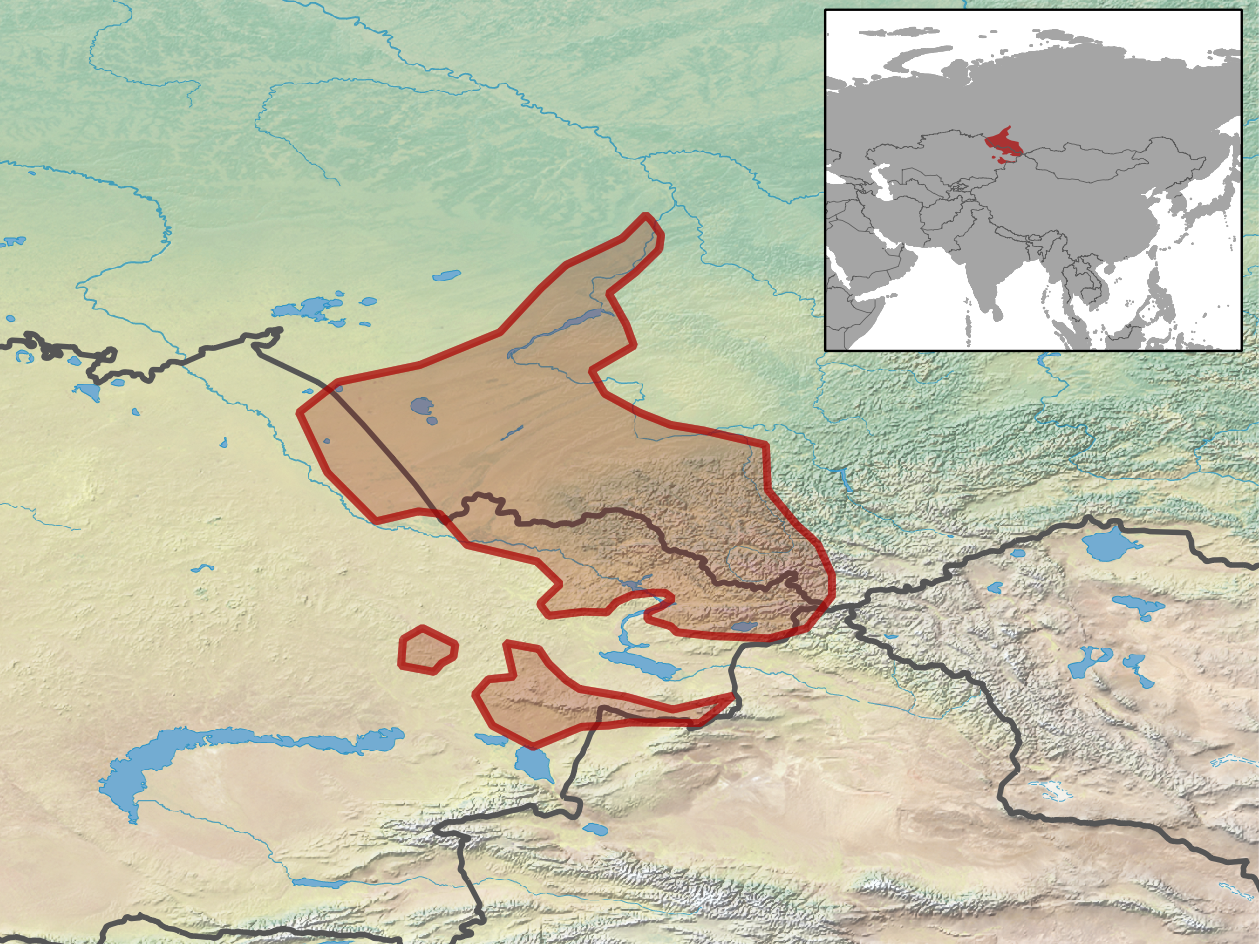
Verbreitungsgebiet des Sibirischen Blindmulls

Der Sibirische Blindmull lebt in Zentralasien im Osten Kasachstans und im Süden von Westsibirien.
Als Lebensräume bewohnt er vor allem Steppen mit Gebüschbewuchs, seltener Waldgebiete, Wiesen oder landwirtschaftlich genutzte Flächen. Die Verbreitung ist dabei abhängig von weichen Wiesenböden, die Trockensteppe und steinige Flächen werden gemieden. In Gebirgsregionen kommt die Art bis 2.750 Meter Höhe vor.

## Lebensweise
Der Sibirische Blindmull lebt überwiegend unterirdisch und kommt nur an die Oberfläche für kurze Nahrungssuchen oder wenn die Jungen aus dem elterlichen Bau ausschwärmen. Er ist vor allem dämmerungsaktiv am Abend und am Morgen. Ein Winterschlaf findet nicht statt.
Die Bauten, die eine Gesamtlänge von bis zu 150 Metern annehmen können, bestehen aus mehreren Ebenen, wobei die oberen Gänge mit einem Durchmesser von 8 bis 13 Zentimetern 5 bis 27 Zentimeter unter der Erdoberfläche liegen und hauptsächlich der Nahrungssuche dienen. Die tiefere Ebene von 40 bis 110 Zentimeter Tiefe besteht vor allem aus Kammern und kurzen Gängen. Hier finden sich Lagerkammern, Toilettenkammern und das eigentliche Nest in einer Tiefe von 15 bis 30 Zentimetern.

### Ernährung
Der Sibirische Blindmull ernährt sich von Knollen, Zwiebeln und Getreide sowie von grünen Pflanzenteilen zahlreicher Gewächse. Er zieht ganze Getreidehalme unter die Erde und lagert die Körner in einer unterirdischen Vorratskammer ein. Der Wintervorrat umfasst bis zu acht Kilogramm Wurzeln, Knollen und andere Pflanzenteile.

### Fortpflanzung
Die Paarungszeit der Tiere reicht vom September und Oktober bis in den März oder April. Einmal im Jahr bringt ein Blindmull-Weibchen zwischen einem und zehn, meistens drei bis fünf Jungtiere zur Welt.

## Bedrohung und Schutz
Die Art wird von der International Union for Conservation of Nature and Natural Resources (IUCN) aufgrund des großen Verbreitungsgebietes und der Bestandsgröße als „nicht gefährdet“ (Least concern) eingeschätzt. Dabei wird allerdings ein Rückgang der Lebensräume und Bestandszahlen in Teilen des Verbreitungsgebietes dargestellt, sodass er in einigen Gebieten Kasachstans und Sibiriens als gefährdet einzuschätzen ist.

## Belege
1. 1 2  M. I. Saoulitch: Myospalax myospalax Laxmann – Siberian Zokor, Mole-rat. In: A. N. Afonin, S. L. Greene, N. I. Dzyubenko & A. N. Frolov (Hrsg.): Interactive Agricultural Ecological Atlas of Russia and Neighboring Countries: Economic Plants and their Diseases, Pests and Weeds, 2008, (online).
2. 1 2  G. R. McGhee: Convergent Evolution: Limited Forms Most Beautiful. The MIT Press, Cambridge (Massachusetts) / London (England), 2011, ISBN 978-0-262-01642-1, S. 27, (Leseprobe)
3. ↑  M. A. Lawrence: A Fossil Myospalax Cranium (Rodentia: Muridae) from Shanxi, China, with Observations on Zokor Relationships. In: Th. A. Griffith & D. Klingener (Hrsg.): Contributions to Mammalogy in Honor of Karl F. Koopman, Bulletin of the American Museum of Natural History, Band 206, 1991, S. 261–286.
4. ↑  A. T. Smith & Y. Xie: A Guide to the Mammals of China. Princeton University Press, 2008, ISBN 978-0-691-09984-2, S. 211–212, (Leseprobe).
5. 1 2 3 4 5 6 7  Myospalax myospalax in der Roten Liste gefährdeter Arten der IUCN 2011. Eingestellt von: K. Tsytsulina, 2008. Abgerufen am 13. Januar 2012.